# Championnats du monde de course en ligne de canoë-kayak de 1978
Navigation
Édition précédente Édition suivante
Les quatorzièmes championnats du monde de course en ligne de canoë-kayak se sont déroulés à Belgrade (Yougoslavie), dans l'actuelle Serbie, en 1978.

## Podiums

### Hommes

#### Canoë
| Epreuve     | Or                               | Temps | Argent                              | Temps | Bronze                                | Temps |
| C-1 500 m   | Liubomir Ljubenov (BUL)          |       | Gyula Hajdu (HUN)                   |       | Sergey Liminovich (URS)               |       |
| C-1 1000 m  | Matija Ljubek (YUG)              |       | Tamás Wichmann (HUN)                |       | Ivan Patzaichin (ROU)                 |       |
| C-1 10000 m | Ivan Patzaichin (ROU)            |       | Vasiliy Yurchenko (URS)             |       | Matija Ljubek (YUG)                   |       |
| C-2 500 m   | HUN László Foltan István Vaskúti |       | URS Sergueï Petrenko Pytor Grigonis |       | ROU Gheorghe Simionov Toma Simionov   |       |
| C-2 1000 m  | HUN Tamás Buday Oszkár Frey      |       | ROU Gheorghe Simionov Toma Simionov |       | URS Sergey Postrechin Yuriy Lobanov   |       |
| C-2 10000 m | HUN Tamás Buday László Vaskúti   |       | ROU Gheorghe Simionov Toma Simionov |       | URS Viktor Vorobiyev Aleksandr Beleyi |       |

#### Kayak
| Epreuve     | Or                                                                           | Temps | Argent                                                                             | Temps | Bronze                                                                         | Temps |
| K-1 500 m   | Vasile Diba (ROU)                                                            |       | Vladimir Parfenovich (URS)                                                         |       | Peter Hempel (GDR)                                                             |       |
| K-1 1000 m  | Rüdiger Helm (GDR)                                                           |       | Milan Janic (YUG)                                                                  |       | Vitaliy Trukshin (URS)                                                         |       |
| K-1 10000 m | Milan Janic (YUG)                                                            |       | Nikolay Stepanenko (URS)                                                           |       | István Joós (HUN)                                                              |       |
| K-2 500 m   | Allemagne de l'Est Bernd Olbricht Rüdiger Helm                               |       | ROU Nicolae Eseanu Ion Bîrlădeanu                                                  |       | URS Sergey Zhuchray Vladimir Trainikov                                         |       |
| K-2 1000 m  | URS Sergey Zhuchray Vladimir Trainikov                                       |       | Norvège Einar Rasmussen Olaf Soyland                                               |       | HUN Zoltán Bakó István Szabó                                                   |       |
| K-2 10000 m | HUN Zoltán Bakó István Szabó                                                 |       | France Alain Lebas Jean-Paul Hanquier                                              |       | ROU Nicolae Eseanu Grigore Constantin                                          |       |
| K-4 500 m   | Allemagne de l'Est Peter Bischof Bernd Duvigneau Roland Graupner Harald Marg |       | ESP Herminio Menéndez Martin Vásquez Jóse Ramón López Luis Gregario Ramos          |       | Pologne Ryszard Oborski Daniel Welna Grzegorz Koltan Grzegorz Sledziewski      |       |
| K-4 1000 m  | Allemagne de l'Est Bernd Olbricht Bernd Duvigneau Rüdiger Helm Harald Marg   |       | ROU Nicolae Eseanu Ion Bîrlădeanu Mihail Zaifu Alexandru Giura                     |       | ESP Herminio Rodriguez José Maria Esteban Jóse Ramón López Luis Gregario Ramos |       |
| K-4 10000 m | URS Aleksandr Shaparenko Sergey Nikolskiy Vladimir Morozov Aleksandr Avdeyev |       | Pologne Andrzej Klimaszewski Krzysztof Lepianka Zbigniew Torzecki Zdzislaw Szubski |       | ROU Cuprian Macareanu Ciobann Marian Stefan Popa Nicolae Tico                  |       |

### Femmes

#### Kayak
| Epreuve   | Or                                                                             | Temps | Argent                                                                | Temps | Bronze                                               | Temps |
| K-1 500 m | Roswitha Eberl (GDR)                                                           |       | Olga Makarova (URS)                                                   |       | Maria Cosma (ROU)                                    |       |
| K-2 500 m | Allemagne de l'Est Marion Rösiger Martina Fischer                              |       | URS Natalya Kalashinkova Nina Doroh                                   |       | ROU Agafia Orlov Natasia Nichitov                    |       |
| K-4 500 m | Allemagne de l'Est Marion Rösiger Roswitha Eberl Carsta Genäuss Birgit Fischer |       | BUL Vanja Gesheva Maria Mintscheva Natascha Janakieva Iliana Nikolova |       | ROU Agafia Orlov Natasia Nichitov Maria Nicolae Buri |       |

## Tableau des médailles
| Rang  | Nation             | Or | Argent | Bronze | Total |
| ----- | ------------------ | -- | ------ | ------ | ----- |
| 1     | Allemagne de l'Est | 7  | 0      | 1      | 8     |
| 2     | HUN                | 4  | 2      | 2      | 8     |
| 3     | URS                | 2  | 6      | 5      | 13    |
| 4     | ROU                | 2  | 4      | 7      | 13    |
| 5     | Yougoslavie        | 2  | 1      | 1      | 4     |
| 6     | BUL                | 1  | 1      | 0      | 2     |
| 7     | Pologne            | 0  | 1      | 1      | 2     |
| 8     | ESP                | 0  | 1      | 1      | 2     |
| 9     | France             | 0  | 1      | 0      | 1     |
| 10    | Norvège            | 0  | 1      | 0      | 1     |
| Total | Total              | 18 | 18     | 18     | 54    |